# Charles Nungesser
Charles Eugène Jules Marie Nungesser (15 de marzo de 1892 - probablemente el o después del 8 de mayo de 1927) fue un destacado piloto y aventurero francés, recordado como uno de los rivales de Charles Lindbergh. Nungesser fue un as de la aviación de renombre en Francia, ocupando el tercer lugar más alto en su país con 43 victorias en combate aéreo durante la Primera Guerra Mundial. 
Después de la guerra, desapareció misteriosamente en un intento de realizar el primer vuelo transatlántico sin escalas desde París a Nueva York, volando con su camarada François Coli en L'Oiseau Blanc (El Pájaro Blanco). Su avión despegó de París el 8 de mayo de 1927, fue avistado en Irlanda y nunca más fue visto. La desaparición de Nungesser es considerada uno de los grandes misterios en la historia de la aviación, y la especulación moderna es que la aeronave se perdió en el Atlántico o se estrelló en Terranova o Maine. Dos semanas después del intento de Nungesser y Coli, Charles Lindbergh realizó el viaje con éxito, volando en solitario de Nueva York a París en el Spirit of St. Louis. Existen monumentos y museos en honor al intento de Nungesser y Coli en el aeropuerto de Le Bourget en París y en los acantilados de Étretat, la ubicación desde la que su avión fue avistado por última vez en Francia.

## Primeros años
Charles Nungesser nació el 15 de marzo de 1892 en París, y desde niño, estaba muy interesado en los deportes de competición. Después de asistir a la Escuela de Artes y Oficios, donde era un estudiante mediocre que, sin embargo, sobresalía en deportes como el boxeo. Viajó a Sudamérica, primero a Río de Janeiro (Brasil), para buscar a un tío que no pudo localizar, y luego a Buenos Aires (Argentina), donde trabajó como mecánico de automóviles antes de convertirse en corredor profesional. Su interés por las carreras pronto lo llevó a pilotar aviones; aprendió a volar utilizando un avión Blériot que era propiedad de un amigo. Después de que finalmente encontró a su tío desaparecido, trabajó en su plantación de azúcar en la provincia de Buenos Aires.

## Hazañas durante la Primera Guerra Mundial

### Alistamiento en la caballería
Cuando estalló la Primera Guerra Mundial, Nungesser volvió a Francia, donde se alistó con el 2e Régiment de Hussards. Durante una patrulla, protagonizó con otros soldados franceses la captura de un coche patrulla alemán Mors, después de matar a sus ocupantes. Esto impresionó a sus superiores y posteriormente se le otorgó el Medalla Militar y se le concedió su solicitud para ser transferido al Servicio Aeronáutico.

### Servicio Aeronáutico

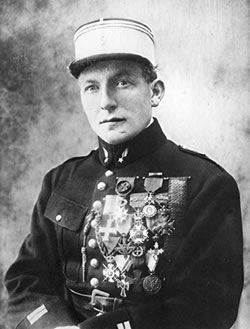
Charles Nungesser luciendo sus numerosas condecoraciones militares.

Como piloto militar, fue trasladado a la Escuadrilla VB106. Mientras estaba allí, en julio de 1915, derribó su primer avión, un Albatros alemán, y fue galardonado con la Cruz de Guerra. Esta acción inició su leyenda. 
Todo sucedió el 31 de julio de 1915, cuando Nungesser y su mecánico Roger Pochon estaban de guardia. Los dos despegaron en un Voisin 3 LAS, a pesar de que Nungesser no estaba asignado a misiones de vuelo. En un encuentro con cinco biplazas Albatros, el dúo francés derribó a uno cerca de Nancy, Francia. Al regresar a su aeródromo, fue puesto bajo arresto domiciliario durante ocho días por su insubordinación. Luego fue condecorado y enviado a entrenarse en los cazas Nieuport.
Cuando Nungesser abandonó la Escuadrilla VB106, había completado 53 misiones de bombardeo. También había adornado al menos uno de los aviones de la escuadrilla con su elaborada y fúnebre insignia personal: el cráneo y las tibias cruzadas de los filibusteros y un ataúd con dos velas.
En noviembre de 1915, después de adiestrarse de nuevo, fue transferido a la Escuadrilla N.65 y más tarde se adjuntó a la famosa Escuadrilla Lafayette, compuesta por voluntarios estadounidenses. Mientras visitaba la Escuadrilla en uno de sus períodos de convalecencia recuperándose de sus heridas, tomó prestado un avión y derribó a otro aeroplano alemán mientras estaba allí. A finales de 1916, había reclamado 21 derribos en combate aéreo. 

### Indisciplinado a veces
A pesar de ser un piloto condecorado, Nungesser fue puesto bajo arresto domiciliario en más de una ocasión por volar sin permiso. No le gustaba la disciplina militar estricta y se fue a París para disfrutar de sus muchos placeres (como el alcohol y las mujeres) con la mayor frecuencia posible. Era un piloto de caza líder, cuyas hazañas de combate contra los alemanes fueron ampliamente difundidas en Francia. La apariencia de fortaleza de Nungesser, su personalidad extravagante y su apetito por el peligro, las mujeres hermosas, el vino y los automóviles rápidos lo convirtieron en la encarnación del estereotipo del as de vuelo. A veces llegaba para una patrulla matutina aún vestido con el esmoquin que había usado la noche anterior, e incluso ocasionalmente con una compañera. En contraste con el no menos destacado as francés, pero no tan sociable, René Fonck, Nungesser fue muy querido por sus compañeros. Sufrió un choque muy fuerte el 6 de febrero de 1916 en el que se rompió ambas piernas y se lesionó de nuevo muchas veces. A menudo estaba tan limitado por sus lesiones y heridas, que tuvo que ser ayudado a subir a la cabina de su avión. 

### Victorias como as de vuelo

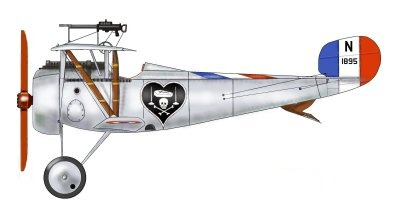
El Nieuport Ni 17 'El Caballero de la Muerte' pilotado por C. Nungesser.

A pesar de estos primeros contratiempos, Nungesser se convirtió en un as en abril de 1916. Fue herido el 19 de mayo de 1916, pero continuó derribando aviones enemigos y sería herido nuevamente en junio. Sin embargo, terminó el año con 21 victorias. Fue durante este periodo cuando derribó dos ases alemanes, Hans Schilling, el 4 de diciembre, y Kurt Haber el día 20.
Su avión Nieuport 17 plateado estaba decorado con un campo negro en forma de corazón, con una macabra bandera pirata y un ataúd y unas velas pintadas en el interior. Había adoptado el título "El Caballero de la Muerte", parafraseando la palabra francesa mort ("muerte"), un juego de palabras relativo al vehículo alemán Mors que capturó siendo un soldado de caballería. 
A principios de 1917, Nungesser tuvo que regresar al hospital para el tratar sus lesiones, pero logró evitar ser destinado a un puesto en tierra. Había aumentado sus victorias a 30 el 17 de agosto de 1917, cuando derribó a su segundo bombardero Gotha. Las lesiones que sufrió en un accidente automovilístico en diciembre le dieron un mes de descanso como instructor, antes de regresar al combate aéreo con la Escuadrilla 65. Todavía volaba un Nieuport, a pesar de que el escuadrón se había equipado con Spad. En mayo de 1918, acumulaba 35 victorias, incluyendo una victoria compartida con Jacques Gérard y Eugène Camplan, y fue nombrado Oficial de la Legión de Honor. 
En agosto de 1918, finalmente se cambió al Spad más reciente, el Spad XIII, y comenzó a ganar combates nuevamente. El 14 de agosto, derribó cuatro globos de observación para las victorias 39 a 42. Al día siguiente, compartió una victoria con Marcel Henriot y con otro piloto y terminó la guerra con 43 victorias oficiales, el tercer número más alto entre los aviadores franceses detrás de René Fonck y Georges Guynemer.
En su carrera como piloto, Nungesser recibió decenas de condecoraciones militares de Francia, Bélgica, Montenegro, Estados Unidos de América, Portugal, Rusia y Serbia.

### Heridas y lesiones
Al final de la guerra, un resumen sucinto de las heridas y lesiones de Nungesser decía: "Fractura de cráneo, conmoción cerebral, lesiones internas (múltiples), cinco fracturas de la mandíbula superior, dos fracturas de la mandíbula inferior, pieza de metralla antiaérea incrustada [sic] en el brazo derecho, dislocación de las rodillas (izquierda y derecha), reubicación de la rodilla izquierda, herida de bala en la boca, herida de bala en la oreja, atrofia de los tendones en la pierna izquierda, atrofia de los músculos de la pantorrilla, clavícula dislocada, muñeca dislocada, tobillo derecho dislocado, pérdida de dientes, contusiones demasiado numerosas para mencionarse".

## Actividades posteriores a la Primera Guerra Mundial y desaparición

### Trabajo en la industria del cine

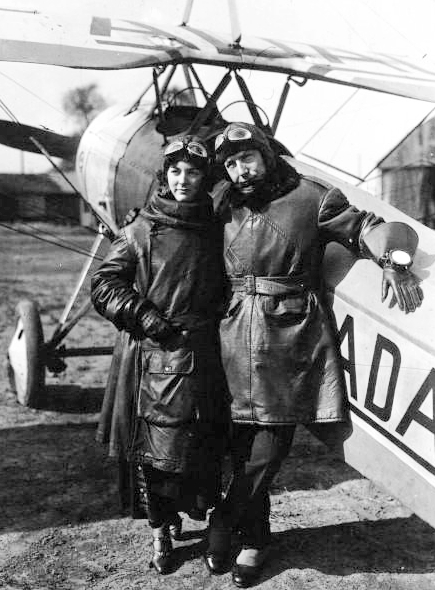
Nungesser y su novia, 1923.

Después de la conclusión de la Primera Guerra Mundial en noviembre de 1918, Nungesser intentó organizar una escuela privada de vuelo, pero no logró atraer suficientes estudiantes. Como la recesión económica posterior a la guerra había dejado a muchos ases aéreos sin trabajo, decidió arriesgarse con el cine en los Estados Unidos, donde los días del vuelo heroico eran un tema muy popular. Estando en los Estados Unidos haciendo la película The Dawn Patrol, fue cuando se interesó en la idea de hacer un vuelo transatlántico y les dijo a sus amigos que su próximo viaje a Estados Unidos sería por aire.
En 1923, Nungesser se comprometió con Consuelo Hatmaker; se casaron en 1923 y se separaron en 1926.

### Intento de venta de aviones
A finales de 1923 emprendió un desafortunado viaje a La Habana. Habiendo sido invitado por el secretario del presidente, José Manuel Cortina, cuando este último estaba de vacaciones en París, Nungesser parecía haber asumido que había recibido una oferta oficial del gobierno cubano. En cualquier caso, llevó cuatro SPAD de la Primera Guerra Mundial con él, así como dos compañeros veteranos. Los SPAD se basaron en Campo Colombia, con el Cuerpo Aéreo Cubano. Luego propuso que los cubanos le compraran cuarenta o más aviones. Cuando el ejército cubano alegó falta de presupuesto, Nungesser importunó tan agresivamente al Congreso Cubano, que el jefe de Estado Mayor del Ejército Cubano, el general Alberto Herrera y Franchi, amenazó con expulsar a Nungesser y sus acompañantes del país. El 10 de febrero de 1924, el as francés finalizó su estadía en Cuba con un vuelo de exhibición para recaudar fondos, cuyos beneficios se destinaron a la caridad.

### Desaparición

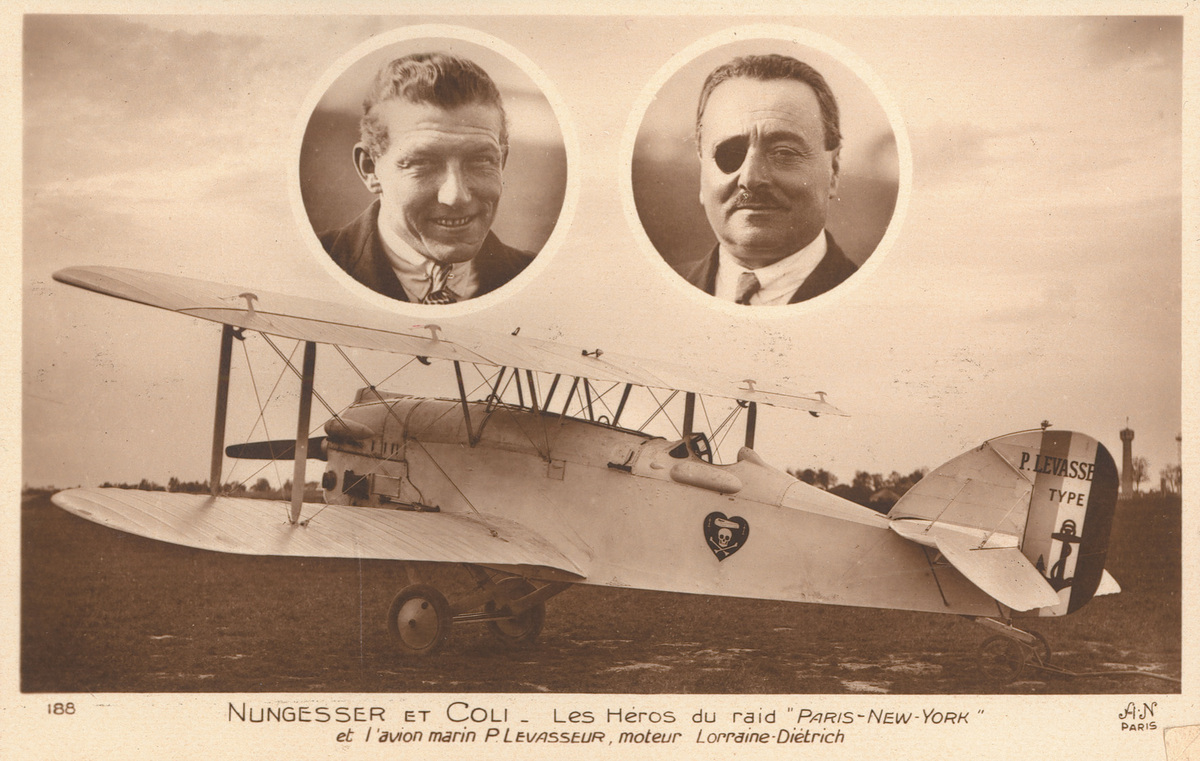
Postal de "El pájaro blanco" con Nungesser y Coli.

François Coli, un navegante ya conocido por sus vuelos históricos a través del Mediterráneo, había estado planeando un vuelo transatlántico desde 1923, con su compañero Paul Tarascon, otro as de la Primera Guerra Mundial. Cuando Tarascon tuvo que abandonar debido a una lesión por un choque, Nungesser entró como reemplazo. Nungesser y Coli despegaron del aeropuerto de Le Bourget, cerca de París, el 8 de mayo de 1927, rumbo a Nueva York en su avión L'Oiseau Blanc (El Pájaro Blanco), un biplano Levasseur PL.8 pintado con las antiguas insignias de la Primera Guerra Mundial de Nungesser. El avión fue avistado por última vez más allá de Irlanda y, cuando nunca llegaron, se supuso que su avión se habría estrellado en el norte del Océano Atlántico. Dos semanas más tarde, el aviador estadounidense Charles Lindbergh cruzó con éxito de Nueva York a París y recibió una bienvenida masiva como héroe por parte de los franceses, incluso mientras lloraban por la pérdida de Nungesser y Coli. 
A lo largo de los años, ha habido varias investigaciones para tratar de determinar qué sucedió con Nungesser y Coli. La mayoría piensa que el avión cayó en el Atlántico debido a una tormenta, pero el avión nunca se ha recuperado. La principal teoría alternativa es que el avión pudo haberse estrellado en Maine.
Un informe de que Nungesser y Coli llegaron a salvo fue seguido por una descripción detallada del festejo de bienvenida, pero todo esto fue un fraude. El sentimiento antinorteamericano que este hecho generó en Francia hizo que Lindbergh recibiera el aviso de retrasar su propio vuelo unas semanas, hasta que el furor y el resentimiento hubieran desaparecido.

## Reconocimientos
Muchas calles en Francia llevan el nombre de Nungesser, generalmente en conjunto con Coli. 
En 1928, el Servicio Cartográfico General de Ontario nombró varios lagos en el noroeste de la provincia para honrar a los aviadores que habían perecido en 1927, principalmente por intentar vuelos oceánicos. Entre estos figuran el lago Nungesser (51°29′N 93°31′O / 51.49, -93.52) y el lago Coli (51°19′N 93°35′O / 51.32, -93.59). 
La ciudad de Gander, NL, Canadá, ha puesto a una calle el nombre de Charles Nungesser (48.953497, -54.612927). La moderna ciudad de Gander se fundó a finales de la década de 1950 y la mayoría de sus calles tienen nombres de aviadores famosos. 
Para detalles de otros memoriales, véase legado del L'Oiseau blanc.

## Charles Nungesser en el cine

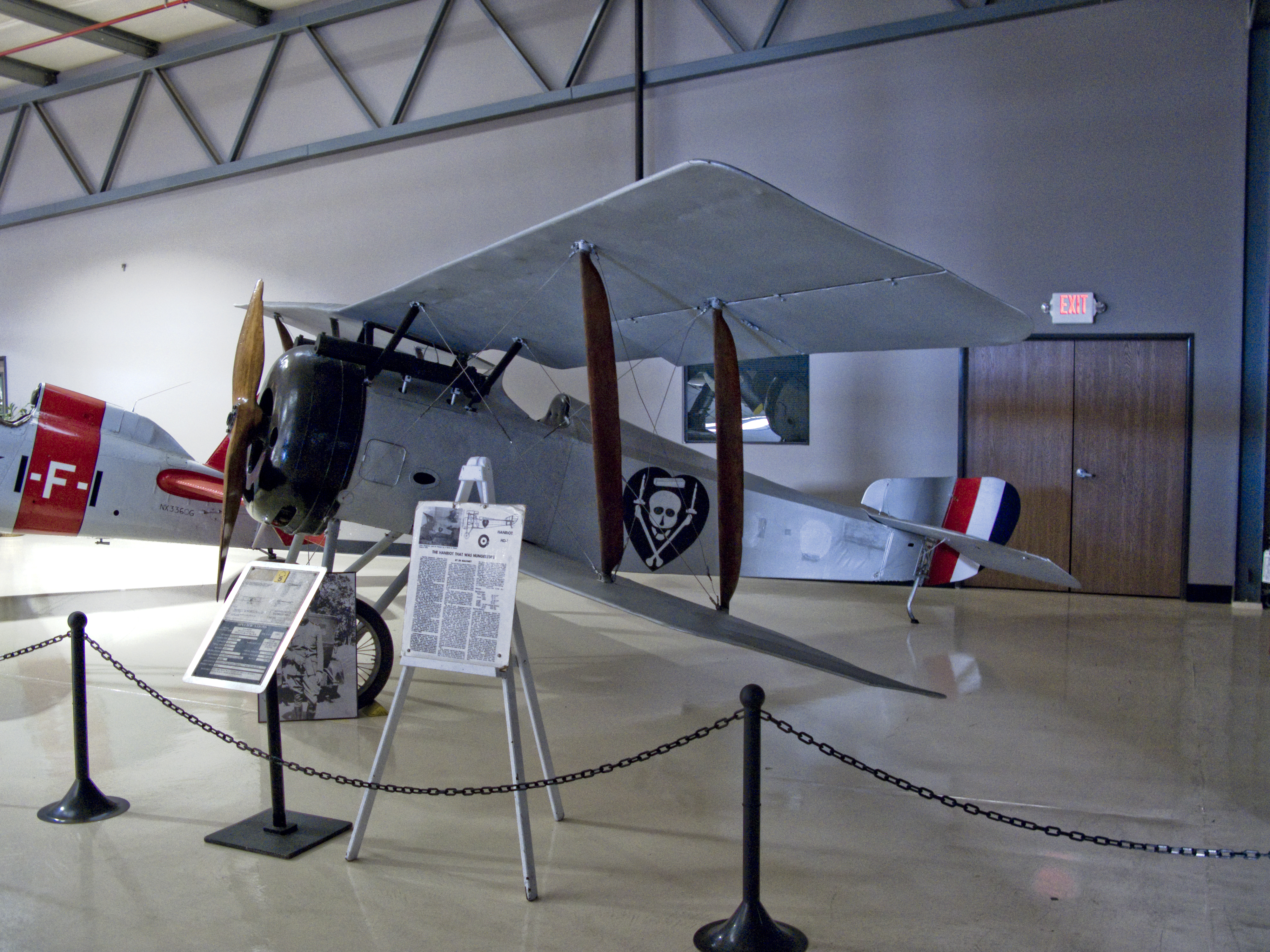
El Hanriot HD-1 de Nungesser en exhibición en el museo de los aviones de la Fama en Chino, California.

En las escenas de la primera superproducción de combate aéreo estadounidense, The Dawn Patrol (1930), Nungesser volaba en su propio avión con el emblema de El Caballero de la Muerte. Sin embargo, el avión no era un Nieuport 17, sino uno del tipo Hanriot HD.1. La película se convirtió en un éxito debido a las muchas escenas de los espectaculares combates aéreos filmadas cuatro años antes del estreno de la película y cuando, por supuesto, Nungesser aún estaba vivo. Varios otros ases de la Primera Guerra Mundial, de diversas nacionalidades, pilotaron aviones en producciones cinematográficas similares, y también en demostraciones en vivo. 
Contrariamente al rumor, Nungesser no fue uno de los pilotos de acrobacias fallecidos durante el rodaje de Los ángeles del infierno (1930), la épica película de aviación de Howard Hughes. 
En la década de 1970, una película francesa con el mismo título (L'as des as), protagonizada por Jean-Paul Belmondo, utilizó muchas anécdotas sobre la vida de Nungesser. Además de los combates aéreos, su vida nocturna en París se había convertido en una especie de leyenda. 
Una película especial para niños canadiense realizada para la televisión en 1999, Dead Aviators (transmitida en la televisión por cable de los Estados Unidos como "Restless Spirits"), utiliza el misterio de la desaparición de El Pájaro Blanco como el suceso clave de la trama. Una niña, que afronta la muerte de su padre piloto en un accidente aéreo años antes, visita a su abuela en Terranova. Mientras está allí, se encuentra con los fantasmas de Nungesser y Coli, cuyos espíritus inquietos reviven constantemente su propio accidente de 1927 en un estanque cercano. La niña decide ayudar a la pareja a pasar a la otra vida al ayudarlos a reconstruir su avión y completar su vuelo para que puedan ser liberados y, al hacerlo, resuelve su propia angustia emocional por la muerte en un vuelo de prueba de su padre. La representación de L'Oiseau blanc y del emblema de Nungesser y las referencias de los diálogo a los logros del piloto francés durante la guerra son muy consistentes con los datos publicados. 
En Attack of the Hawkmen, el episodio 37 de la miniserie de televisión de 1992 a 1996, The Young Indiana Jones Chronicles por George Lucas, el personaje Indiana Jones (interpretado por Sean Patrick Flanery) se encuentra con el piloto francés Charles Nungesser (interpretado por Patrick Toomey), cuando el joven Indiana Jones, como oficial belga, está vinculado temporalmente a la Escuadrilla Lafayette. En este episodio, Nungesser es representado como el héroe temerario, extravagante y carismático del escuadrón, que hace fiestas en París y se enfrenta a duelos con El Barón Rojo. Durante el episodio 38, Nungesser transporta al joven Indiana dentro y fuera de Alemania en un biplano alemán para cumplir una misión de espionaje encubierta en relación con el fabricante de aviones holandés Anthony Fokker (interpretado por Craig Kelly), quien estaba construyendo nuevos aviones como el Fokker DR.I para el esfuerzo de guerra alemán.

## Honores
Cita de la Médaille Militaire
"Brigadier del 2º Regimiento de Caballería Ligera, el 3 de septiembre de 1914, con su oficial herido durante el reconocimiento, primero lo puso a resguardo, luego con la ayuda de varios soldados de a pie, después de haber reemplazado al oficial discapacitado, consiguió un automóvil y trajo los informes tras cruzar un área bajo el fuego enemigo".
Cita de Caballero de la Legión de Honor, 4 de diciembre de 1915 
"Piloto [,] destacado por su propia solicitud a una Escuadrilla de retaguardia, desde su llegada nunca ha cesado de buscar alguna ocasión para volar; vuela hasta cuatro horas y treinta minutos cada día, a pesar del clima inclemente. Durante el curso de su último combate, dio pruebas de las más altas cualidades morales al acercarse hasta 10 metros de la máquina enemiga que perseguía, disparando en respuesta hasta el último momento. Logró derribar a su adversario, que se incendió y explotó frente a las trincheras francesas".
Cita Oficial de la Légion d'honneur, 19 de mayo de 1918 
"Piloto de persecución incomparable, con un conocimiento excepcional y una valentía magnífica, que refleja el poder y la voluntad inflexible de sus ancestros. En la caballería, donde durante sus primeros enfrentamientos obtuvo la Médaille Militaire, después en un grupo de bombardeo donde por su destreza diaria fue citado varias veces en órdenes y fue condecorado con la Legión de Honor, y finalmente con una escuadrilla de cazas, durante treinta meses sus hazañas fueron prodigiosas, y siempre se presentó como un magnífico ejemplo de tenacidad y audacia, mostrando un desprecio arrogante por la muerte. Ausente del frente varias veces debido a choques y heridas, su feroz energía no fue rebajada, y regresó cada vez a la lucha, con su espíritu implacable obteniendo victoria tras victoria, y finalmente se hizo famoso como el adversario más temido por la aviación alemana. 31 aviones enemigos derribados, tres globos incendiados, dos heridas, quince menciones".
Otros premios
- Croix de guerre (Francia) con 28 palmas
- Orden de Leopoldo (Bélgica)
- Croix de guerre (Bélgica)
- Cruz de Servicio Distinguido (Estados Unidos)
- Cruz Militar (Reino Unido)
- Cruz de Guerra (Portugal)
- Medalla Victoria
- 1914–1918 Medalla conmemorativa de la guerra (Francia)
- Insignia para los Militares Heridos
- Medalla de Verdun